# ان‌جی‌سی ۳۶۲
ان‌جی‌سی ۳۶۲ (انگلیسی: NGC 362) یک خوشه کروی است که در صورت فلکی توکان در نیمکره جنوبی آسمان و در شمال ابر ماژلانی کوچک واقع شده است. این خوشه در ۱ اوت ۱۸۲۶ توسط جیمز دانلوپ کشف شد.